# Demand Media
Demand Media, Inc és una companyia nord-americana de mitjans de comunicació socials que opera amb altres marques en línia, com eHow i Cracked. És coneguda per la creació de continguts a la xarxa a través de la seva divisió Demand Media Studios, basats en la combinació de la demanda de consum mitjà i la predicció ROI. El model de negoci de la companyia és controvertit, ja que les seves "granges de contingut" han estat acusades de contaminar els resultats del motor de cerca amb spam. Demand Media ofereix també plataformes de mitjans socials per grans llocs web d'empreses existents i distribueix contingut amb les eines de mitjans socials per mitjans de tot internet. L'empresa també és propietària de eNom, el segon major enregistrador de dominis del món, i des del 2013, l'enregistrador que més es consumeix pels dominis utilitzats per al correu electrònic no desitjat, segons URIBL.
Demand Media va ser creada el 2006 per Shawn Colo, un ex inversionista de capital privat, i Richard Rosenblatt, ex president de MySpace.
La companyia fa ús d'un algorisme que identifica els temes amb un elevat potencial publicitari, sobre una base de dades de consulta del motor de cerca i les ofertes en les subhastes de publicitat. També compta amb comissions independents per produir text o contingut audiovisual corresponent. Aquest es publiquen en una varietat de llocs, com YouTube i llocs propis de l'empresa, com eHow, Livestrong.com, Trails.com, GolfLink.com, Mania.com i Cracked.com.

## Història
Demand Media va ser fundada l'any 2006 per Richard Rosenblatt i Shawn Colo. Rosenblatt té una llarga història en la venda i construcció de les empreses en mitjans d'Internet. Com a director general de Intermix Media i president de MySpace, Rosenblatt va ser un dels innovadors de les xarxes socials a Internet. Colo és un especialista en l'adquisició financera. Va treballar 10 anys en la indústria de capital privat com a Director de Spectrum Equity especialitzada en comunicadors i continguts multimèdia per empreses.
Demand Media va recaptar més de 335 milions en finançament durant els seus dos primers anys dels inversors com Oak Investment Partners, Spectrum Equity, Generation Partners i Goldman Sachs.
Al juny del 2007 Demand Media va contractar a Charles Hillard, un ex banquer d'inversió a Morgan Stanley i alt executiu de United Online, com el seu president i director financer va adquirir la pàgina web de Byron Reese ExpertVillage.com, d'Austin (Texas), per uns 20 milions. Reese va esdevenir director d'innovació de la companyia i va desenvolupar l'algorisme que la companyia utilitza actualment per identificar temes amb alt potencial publicitari. En 2008, Demand Media va adquirir més de 30 carteres d'inversió de nom de domini i propietat de 65 pàgines web de destí. Demand Media va dir que els seus ingressos de 2009 van ser de gairebé 200 milions i que estava obtenint un benefici, però en realitat l'empresa no havia estat rendible.
Al juliol de 2008 es va informar que Yahoo! estava interessat en la compra de Demand Media per un preu entre 1,5 i 2 milions de dòlars. Fonts properes a les dues companyies van dir que els executius de Yahoo! es van sentir atrets per la generació de demanda dels mitjans de comunicació d'impressions de publicitat i la seva capacitat per crear xarxes social nínxol pels mitjans de comunicació. El director executiu de Demand Media, Richard Rosenblatt va dir que l'empresa no estava en venda. L'acord mai va arribar més enllà de l'etapa de conversació. Es va especular que Rosenblatt volia un preu prop de 3 milions de dòlars per l'empresa nord-americana.

## Adquisicions
Des de 2006, Demand Media ha adquirit una col·lecció de llocs relativament desconeguts i els ha rellançat amb característiques de xarxes socials i capacitats de vídeos que serveixen per als interessos específics del mercat. En els sis primers mesos la companyia va fer nou adquisicions, incloent la compra dels principals registradors eNom i BulkRegister. El 6 de novembre de 2008, Shawn Colo, Director de Fusions i Adquisicions de Demand Media, va dir que la companyia seguiria comprant nínxols, llocs ben transitats, perquè l'empresa era rendible i encara tenia una gran quantitat d'efectiu al banc.
El 2008 Demand Media adquireix Pluck, una empresa proveïdora de xarxer socials i que dona solucions a altres llocs web, en un contracte de 75 milions en efectiu.
L'agost de 2011, Demand Media va anunciar l'adquisició de IndiClick i RSS Graffiti.
El 7 de gener de 2013, l'empresa anuncia l'adquisició del nom de domini Name.com.
25 de juny de 2013 Demand Media va anunciar l'adquisició de Society6.

## Model de negoci
Els executius de Demand Media diuen que els seus lloc web estan basats en el contingut per atraure visitants al presentar-se en les consultes de motors de recerca de diverses paraules. Com més paraules s'escriuen en el motor de recerca, més específica serà la recerca. Això es diu "la llarga cua" de cerca. Demand Media intenta aconseguir visitants al seu lloc web amb aquestes recerques de cua llarga. A continuació, intenta retenir els visitants amb contingut relacionat i eines dels mitjans socials. Les seves plataformes de mitjans socials aconsegueixen 30 milions d'interaccions al mes per als clients amb les marques ja establertes. Les comissions específiques del contingut de la pàgina Demand Media després es distribueix als seus propis llocs web i altres que no tenen acords de participació en els ingressos de publicitat. El 2008 Demand Media posseïa 135.000 vídeos i 340.00 articles. És el major contribuent a YouTube, ja que puja entre 10.000 i 20.000 nous vídeos al mes, i rep al voltant d'1,5 milions de pàgines vistes al dia a Youtube.
El contingut es genera a través d'un procés en el qual Demand Media utilitza algoritmes per generar títols, i després publica títols seleccionats per escriptors independents o creadors de vídeos. La llista de títols disponibles solia ser més de 100.000, però va ser reduït en el segon semestre de 2011. En general, els escriptors poden reclamar fins a deu títols i després tenir una setmana per presentar els articles. El format i l'extensió són marcades pels directius. Els articles presentats van a un editor (també un professional independent) que poden o bé netejar-lo o sol·licitar una reescriptura. Després els escriptors envien un article revisat que s'accepta o es rebutja. El pagament a través de PayPal es fa dues vegades a la setmana.
L'adquisició de Demand Media de Pluck el 2008 li va donar als mitjans per proporcionar contingut especialitzat i plataformes de mitjans socials per a qualsevol lloc web. El contingut prové de la publicitat adjunta. Els propietaris de lloc web obtenen contingut gratuït i dividir els ingressos per publicitat amb Demand Media.